# Olténia

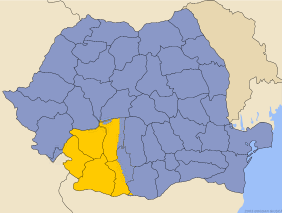
Olténia elhelyezkedése Románián belül

Olténia (régi nevén Kis-Oláhország) egyike Románia történelmi tartományainak. A török hódoltság előtt a Magyar Királyság része volt Szörényi bánság néven. Havasalföld része.

## Földrajza
Nyugaton és délen a Duna, északon a Kárpátok, keleten az Olt folyó határolja. Az utóbbi évek fejlesztése ellenére még mindig gyengén fejlett, agrárjellegű régió. Híres szőlő- és gyümölcstermeléséről. Ipara a szocialista korszak előtt lényegében a regionális központ szerepét betöltő Craiovára korlátozódott. Keleti szomszédja Munténia (Nagy-Havasalföld) történelmi tartomány. 
Öt megye található a területén
- Dolj megye
- Gorj megye
- Mehedinți megye (Mehádia) egy része
- Olt megye egy része
- Vâlcea megye egy része

Nagyobb városai
- Craiova, Dolj megye székhelye, 304 142 lakossal
- Râmnicu Vâlcea, 107 656 lakossal
- Slatina, Olt megye székhelye 79 171 lakossal
- Szörényvár (Drobeta Turnu-Severin), 104 035 lakossal
- Zsilvásárhely (Târgu Jiu), 96 562 lakossal